# Lunatic Society
Lunatic Society is een punkband uit Merchtem (België) die in 1992 werd opgericht.
De band opereerde zes jaar onder de originele bezetting en bracht één demo uit. In 1998 vertrokken twee bandleden naar Ierland, en stapte een derde uit de groep, waardoor de band uit elkaar viel. In 1999 kwam de gitarist terug uit Ierland, een nieuwe zanger en bassist werden opgezocht en Erik, Hans, Herman en Ludwig vormen sindsdien het kwartet Lunatic Society.
In 2000 verscheen de eerste full-cd Brewed in Belgium in eigen beheer met 17 old school punkrock tracks.
In 2003 volgde de tweede cd 10 Years of Beer Boots and Punkrock met nog eens 14 nieuwe nummers. Sommige nummers op dit album vertonen metalinvloeden.
En in 2005 werd de derde cd van Lunatic Society uitgebracht, Punx go all the way, een mix van old school punk, blazerssectie en piano.
Sinds 2005 treedt Lunatic Society dikwijls op in een extra large bezetting. Zang, gitaar, bas en drum aangevuld met een trompettist en een saxofonist. The Horny Horns zorgen voor een pittige full steam ahead punkrocksfeer.
In 2009 heeft Lunatic Society met zijn nieuwe langspeler "Answers" de limieten van de fusie tussen oldschool en skapunk opgezocht. "Answers" verenigt al het goede van de vorige albums en biedt nog meer. De strakke songs zijn nog strakker ("Strike", "Disabled") en de blazerssectie heeft zijn vaste plaats verzekerd binnen de band ("Moonshine", "Pendecho"). 
Lunatic Society deelde het podium met bands als GBH, UK Subs, Chaos UK, The Casualties, Mark Foggo, Time again, Belgian Asociality, Funeral Dress en Sunpower.

## Leden
- Hans (zang)
- Erik (drums & backing vocals)
- Herman (gitaar & backing vocals)
- Ludwig (bas & backing vocals)
- Piet (saxofoon)
- Sam (trompet)
- Niels (trombone)